# マヌ・トゥイランギ
- マヌ・ツイランギ

マヌ・トゥイランギ（Manu Tuilagi、1991年5月18日 - ）は、サモア出身のラグビーユニオン選手。イングランド代表でプレーしている。現在の所属クラブはイングランドプレミアシップのセール・シャークス。

## プロフィール
ポジションは主にセンター(CTB) である。
5人の兄（アニテレア、アレサナ、ヘンリ、ヴァヴァエ、フレディー）を持つ末弟であり、その5人ともがサモア代表でのプレー経験を持つが、マヌだけはイングランド代表でプレーしている。

## 経歴
2010年、レスター・タイガースのシニアチームでプレミアシップデビューを果たした。
2011年、イングランド・サクソンズ（イングランド代表のセカンドチーム）に選出された。
2011年にイングランド代表に選出され、ウェールズ代表戦で初キャップを獲得し、同年のラグビーワールドカップにも出場した。
2013年、ブリティッシュアンドアイリッシュライオンズのメンバーに初めて選出された。
2014年以降怪我に苦しみ出場機会が無かったが、2016年1月のノーサンプトン・セインツ戦で実戦復帰した。
2020年、セール・シャークスに加入

## 問題行動
2011年、ラグビーワールドカップが開催されたニュージーランドにおいてフェリーから海に飛び込んだことで地元オークランド警察の取り調べを受けたため、イングランド協会から3000ポンドの罰金を科せられた。
2013年にブリティッシュアンドアイリッシュライオンズに選出された際、写真撮影でデーヴィッド・キャメロン首相の頭の後ろでウサギの耳の形を作るいたずらをしたことでイングランド協会から3000ポンドの罰金を科せられ、謝罪した。
2015年、タクシードライバーと女性警官2人に対する暴行事件を起こし、これを受けて当時のイングランド代表ヘッドコーチステュアート・ランカスターはマヌを2015年ラグビーワールドカップのイングランド代表には選出しないことを発表した。